# Estadio Monumental Arístides Bahamondes
El Estadio Monumental Arístides Bahamondes Ainziburu se encuentra en la comuna de Chillán Viejo, Región de Ñuble, Chile. El estadio albergó a Ñublense durante el Torneo de Clausura del 2008.

## Historia
El recinto deportivo originalmente recibió el nombre de Estadio Municipal de Chillán Viejo, cuyo equipo local es el Club Deportivo Chillán Viejo, fundado el 1 de octubre de 1939. Arístides Bahamondes fue el primer presidente del Club Deportivo Chillán Viejo, nació en Chillán Viejo en 1916 y murió en la misma comuna en 1976, actualmente descansa en el cementerio municipal de Chillán.
El primer partido de fútbol profesional que se jugó en este estadio fue el 22 de junio de 2008, y lo protagonizaron el cuadro local, Ñublense, y Rangers. El resultado del encuentro fue un empate 2-2 y se disputó sin espectadores, ya que los chillanejos estaban sancionados desde el torneo anterior. Después del partido, los mismos jugadores de Ñublense consideraron la cancha como “pesada, blanda y chica”. Para 2009, se proyectó la integración de graderías para personas con movilidad reducida.
Según el "Informe Final del Plan de deportes" de la comuna de Chillán Viejo, en 2011, el recinto deportivo contaba con graderías de hormigón, casetas para transmisión, cierre perimetral, tablero marcador, acceso a personas con movilidad reducida, enfermería, baños y camarines.  Asimismo, destaca la ausencia de torres de iluminación e implementos para medios de comunicación, al interior de las casetas de transmisión. otras áreas adyacentes que destacó el informe, fueron la presencia de un Salón Multiuso remodelado tras el Terremoto de Chile de 2010, una piscina y la Casa del Deportista. En mayo de 2015 al recinto se añadió un gimnasio ubicado al costado del estadio llevando el nombre de Héctor Muñoz Merino, quien fuera el fundador del Club Deportivo Chillán Viejo.